# 2023 az irodalomban
A 2023. év az irodalomban.

## Események
- március 30. – A Libri irodalmi díj szervezői közölték, hogy gazdasági megfontolások miatt a díjakat idén már nem adják át.[1][2]
- április 18–20. – Londoni Könyvvásár (London BOOK Fair, LBF).[3]
- április 27–30. – Lipcsei Könyvvásár.
- május 11–13. – Margó Irodalmi Fesztivál, a korábbiakhoz képest új helyszínen, a margit-szigeti Kristály Színtérben.[4]
- június 8-tól június 11-ig – 94. Ünnepi könyvhét, Budapest, Vörösmarty tér és Dunakorzó[5]
- szeptember 28-tól október 1-ig – 28. Budapesti Nemzetközi Könyvfesztivál, Budapest, Millenáris Park. A meghívott díszvendég ország Hollandia.[6]

## Világnapok és nemzetközi akciónapok
- március 2. – A könyv világnapja (minden év március első csütörtökje)
- március 21. – A költészet világnapja (a marokkói kormányzat kezdeményezésére az UNESCO közgyűlése 1999. november 18-án nyilvánította világnappá)
- április 23. – A könyv és a szerzői jog világnapja (1966 óta, az UNESCO kezdeményezésére, Cervantes és Shakespeare halálának napján). A világ könyvfővárosa ettől a naptól kezdve egy évig a ghánai Accra.[7]

## Új könyvek
Magyar szerzők könyvei
- Nagy Gabriella: Elviszlek Amerikába
- Tompa Andrea: Sokszor nem halunk meg
- Szerk. Laczó Ferenc, Vadas András és Varga Bálint: Magyarország globális története a kezdetektől 1868-ig

Külföldi szerzők magyarra fordított könyvei (első kiadás)
- Jhumpa Lahiri: Amerre járok (eredeti olasz címe: Dove mi trovo, Milánó, 2018)
- Alex Schulman: Az állomás (eredeti svéd címe: Malma station, Stockholm, 2022).
- Lutz C. Kleveman: Lemberg – Európa elfeledett közepe (német címe: Lemberg. Die vergessene Mitte Europas, Berlin, 2017)
- Philipp Blom: Amikor a világ kifordul a sarkából (német címe: Die Welt aus den Angeln, München, 2017)

Alcíme: A kis jégkorszak (1570–1700) és a modern Nyugat hajnala

## Halálozások
- január 4. – Morcsányi Géza magyar dramaturg, műfordító, könyvkiadó igazgató (* 1952)
- január 12. – Paul Johnson angol katolikus történész, író (* 1928)
- január 13. – Gordana Kuić szerb regényíró (* 1942)
- január 15.  – Tamás Gáspár Miklós magyar filozófus, közíró (* 1948)
- március 3. – Óe Kenzaburó japán író (* 1935)
- március 12. – Dragoslav Mihailović szerb író (* 1930)
- március 14. – Richard Wagner romániai születésű német költő, író (* 1952)
- március 17. – Dubravka Ugrešić jugoszláv, horvát és holland író (* 1949)
- május 1. – Pomogáts Béla magyar író, kritikus, irodalomtörténész, 1995–2001 között a Magyar Írószövetség elnöke (* 1934)[8]
- május 19. – Martin Amis angol író (* 1949)
- június 13. – Cormac McCarthy amerikai regény- és drámaíró (* 1933)
- július 11. – Milan Kundera, az utóbbi évtizedekben Franciaországban élt cseh regényíró, drámaíró, esszéista (* 1929)
- július 17. – Lator László magyar költő, műfordító, esszéista (* 1927)
- július 23. – Cselényi László magyar író, költő, műfordító (* 1938)
- július 28. – Martin Walser német dráma- és regényíró (* 1927)
- július 31.– Lukácsy András magyar író, kritikus, műfordító (* 1930)
- augusztus 3. – Gilles Perrault francia író (* 1931)
- szeptember 11. – Fahidi Éva magyar író (* 1925)
- október 9. – Kántor Zsolt magyar költő, író (* 1958)
- október 13. – Louise Glück irodalmi Nobel-díjas amerikai költő, író (* 1943)
- november 16. – A. S. Byatt angol kritikus, regényíró, költő (* 1936)
- december 30. – Kovács András Ferenc erdélyi magyar költő, esszéíró, műfordító (* 1959)